# Leichtathletik-Europameisterschaften 2002/Marathon der Frauen

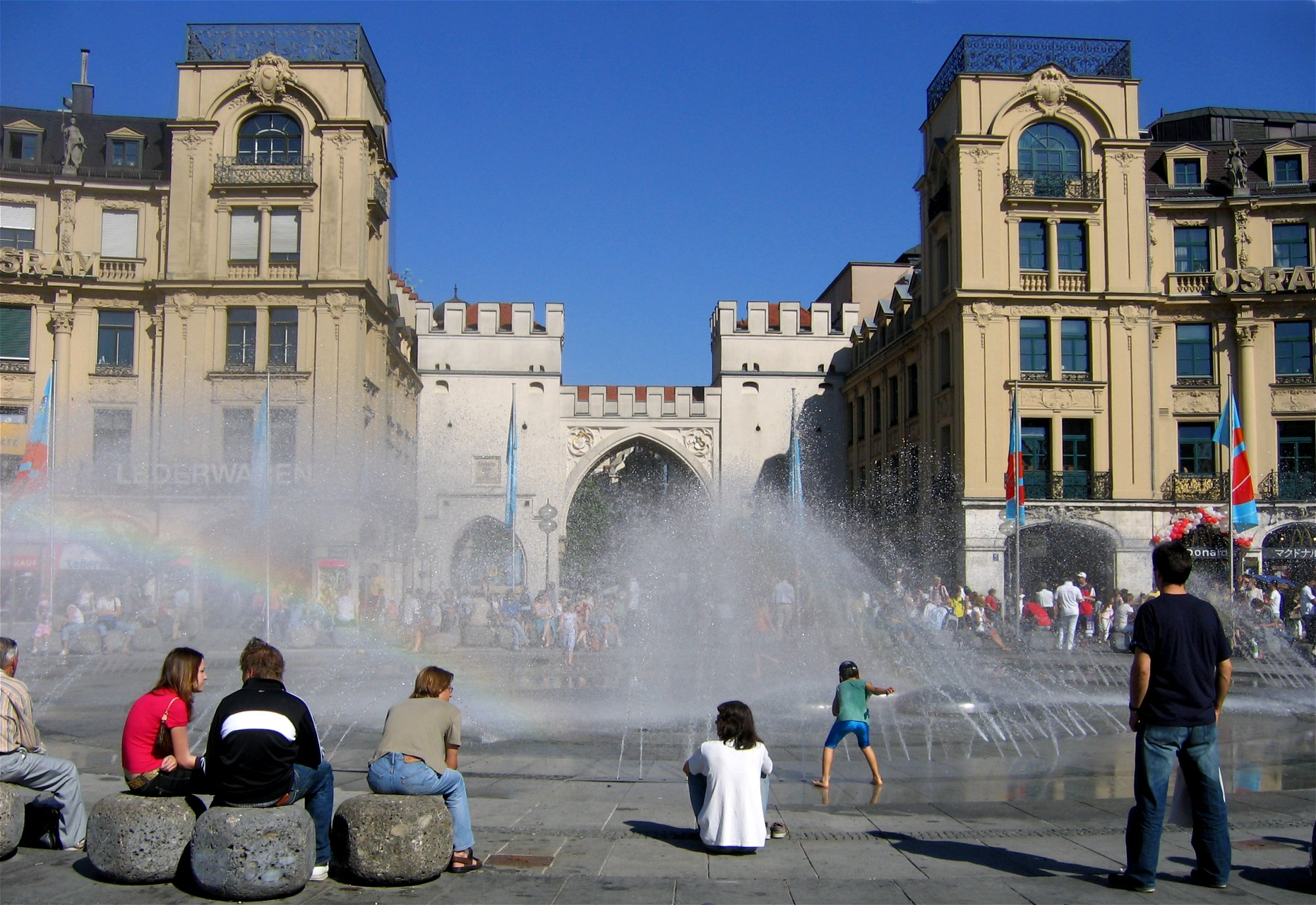
Stachus. Blick auf das Karlstor

Der Marathonlauf der Frauen bei den Leichtathletik-Europameisterschaften 2002 fand am 10. August 2002 in München, Deutschland, statt.
Die Italienerin Maria Guida gewann das Rennen mit einem neuen Meisterschaftsrekord von 2:26:05 h. Die Plätze zwei und drei belegten die Deutschen Luminita Zaituc und Sonja Oberem.
Wie bereits zweimal bei Europameisterschaften gab es eine Teamwertung, den sogenannten Marathon-Cup. Hierfür wurden die Zeiten der drei besten Läufer je Nation addiert. Die Wertung zählte allerdings nicht zum offiziellen Medaillenspiegel. Es siegte die Mannschaft aus Deutschland vor Italien und Russland.

## Rekorde

### Bestehende Rekorde
Vor der EM galten folgende Rekorde:
| Weltrekord           | Tegla Loroupe         | 2:20:47 h | Rotterdam-Marathon | 19. April 1998  |
| Europarekord         | Ingrid Kristiansen    | 2:21:06 h | London-Marathon    | 21. April 1985  |
| Meisterschaftsrekord | Maria Manuela Machado | 2:27:10 h | EM Budapest        | 23. August 1998 |

### Rekordverbesserung
Mit ihrer Siegzeit von 2:26:05 min verbesserte die italienische Europameisterin Maria Guida den bestehenden EM-Rekord um 1:05 min. Zum Europarekord fehlten ihr 4:59 min, zum Weltrekord 5:18 min.

## Streckenverlauf
Das Rennen führte über einen dreimal zu durchlaufenden Rundkurs durch die Innenstadt. Startort war die Residenz. Der Kurs verlief über Odeonsplatz – Giselastraße – Englischer Garten – Maximilianeum – Prinzregentenstraße – Isartor – Viktualienmarkt – Odeonsplatz und endete mit dem Zieleinlauf im Olympiastadion.

## Legende
Kurze Übersicht zur Bedeutung der Symbolik – so üblicherweise auch in sonstigen Veröffentlichungen verwendet:
| CR  | Championshiprekord                       |
| DNF | Wettkampf nicht beendet (did not finish) |
| DSQ | disqualifiziert                          |

## Ergebnis

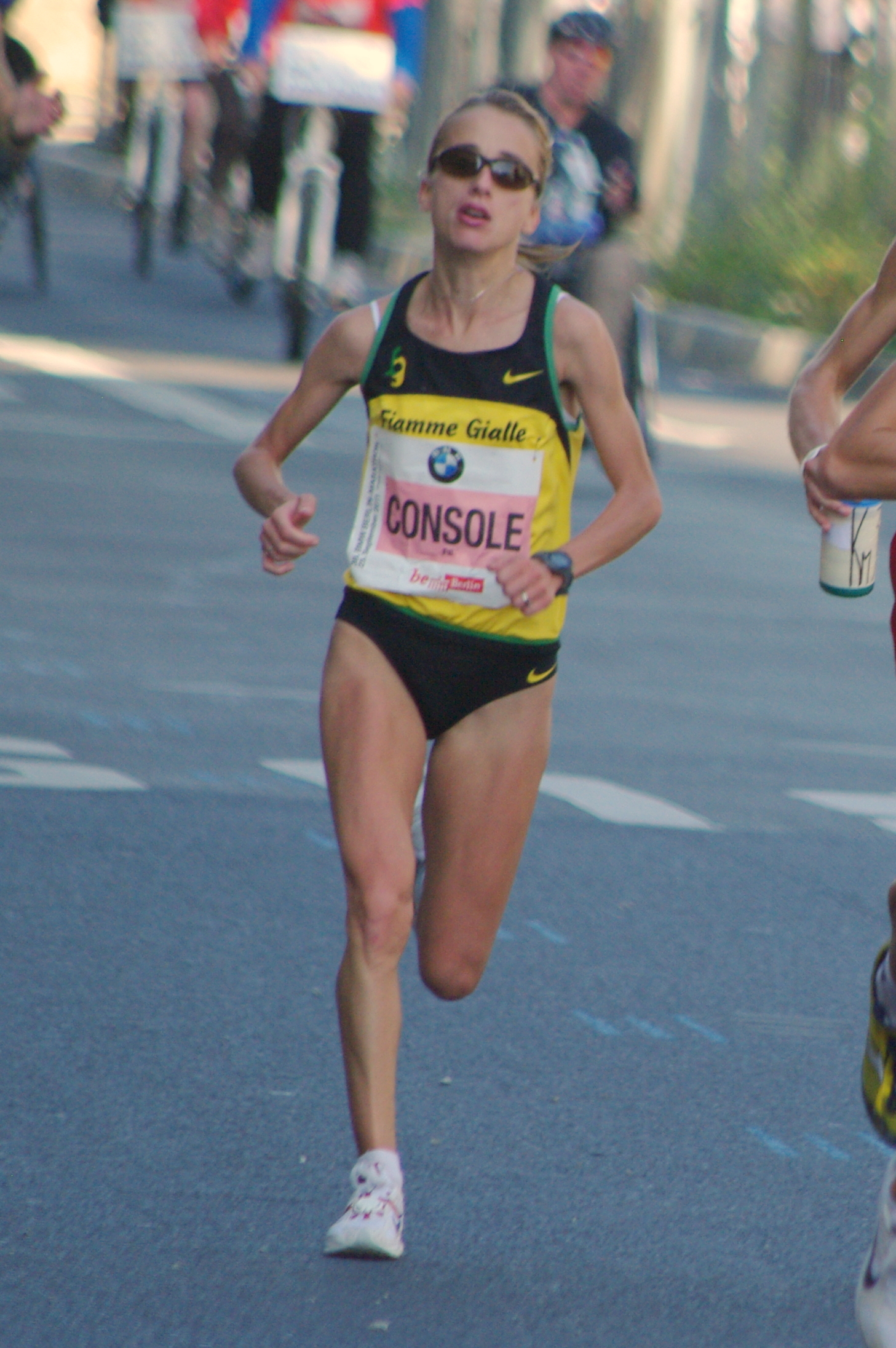
Rosario Console – Rang fünf

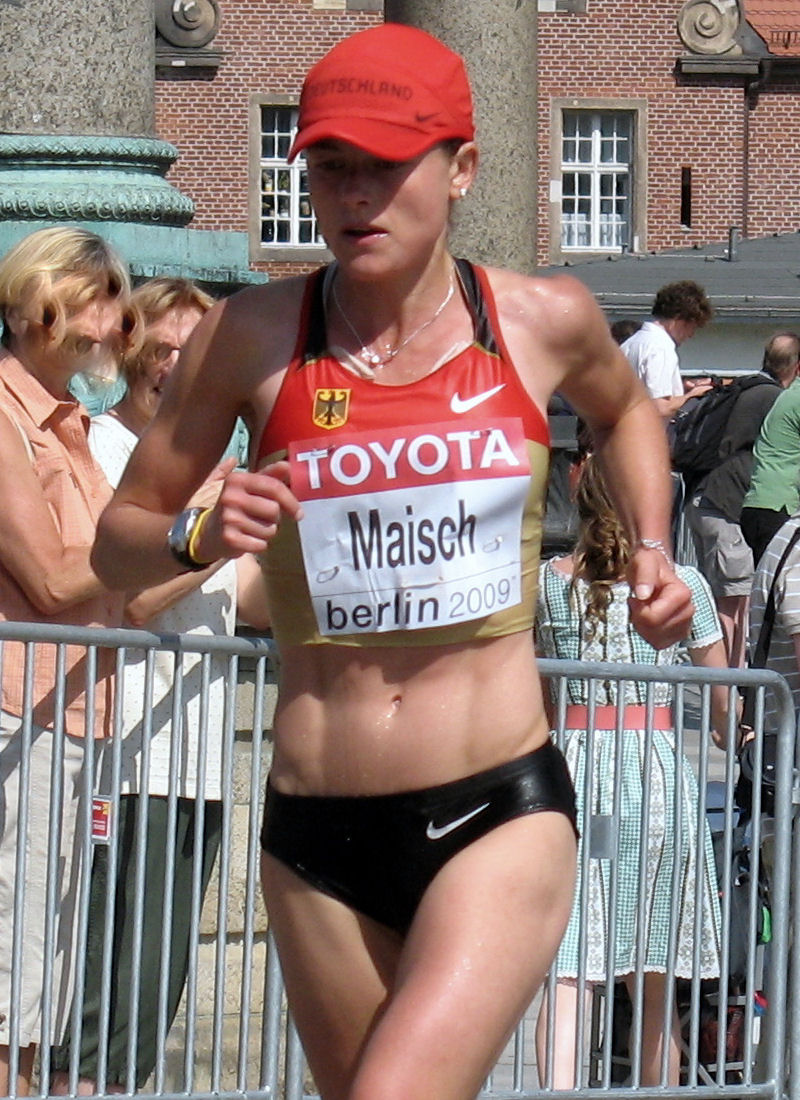
Ulrike Maisch – Rang acht

10. August 2002
| Platz | Athletin                  | Land        | Zeit (h)                                        |
| ----- | ------------------------- | ----------- | ----------------------------------------------- |
|       | Maria Guida               | Italien     | 2:26:05 CR                                      |
|       | Luminita Zaituc           | Deutschland | 2:26:58                                         |
|       | Sonja Oberem              | Deutschland | 2:28:45                                         |
| 04    | Jane Salumäe              | Estland     | 2:33:46                                         |
| 05    | Rosaria Console           | Italien     | 2:35:23                                         |
| 06    | Nadezhda Wijenberg        | Niederlande | 2:36:06                                         |
| 07    | Marie Söderström-Lundberg | Schweden    | 2:36:13                                         |
| 08    | Ulrike Maisch             | Deutschland | 2:36:41                                         |
| 09    | Annemette Jensen          | Dänemark    | 2:37:27                                         |
| 10    | Judit Földingné Nagy      | Ungarn      | 2:37:33                                         |
| 11    | Anna Pichrtová            | Tschechien  | 2:37:39                                         |
| 12    | Giovanna Volpato          | Italien     | 2:38:15                                         |
| 13    | Irina Timofejewa          | Russland    | 2:40:11                                         |
| 14    | Tatyana Zolotaryova       | Russland    | 2:41:29                                         |
| 15    | Dagmar Rabensteiner       | Österreich  | 2:41:39                                         |
| 16    | Lidija Wassilewskaja      | Russland    | 2:44:28                                         |
| 17    | Melanie Kraus             | Deutschland | 2:44:56                                         |
| 18    | Susanne Johansson         | Schweden    | 2:47:11                                         |
| 19    | Fátima Silva              | Portugal    | 2:47:28                                         |
| 20    | Irina Safarowa            | Russland    | 2:49:21                                         |
| 21    | Karin Schon               | Schweden    | 2:49:57                                         |
| DNF   | Marleen Renders           | Belgien     |                                                 |
| DNF   | Valentina Delion          | Moldau      |                                                 |
| DNF   | Nuța Olaru                | Rumänien    |                                                 |
| DNF   | Alina Iwanowa             | Russland    |                                                 |
| DSQ   | Chantal Dällenbach        | Frankreich  | Lebensmittelversorgung außerhalb erlaubter Zone |

## Ergebnis Marathon-Cup

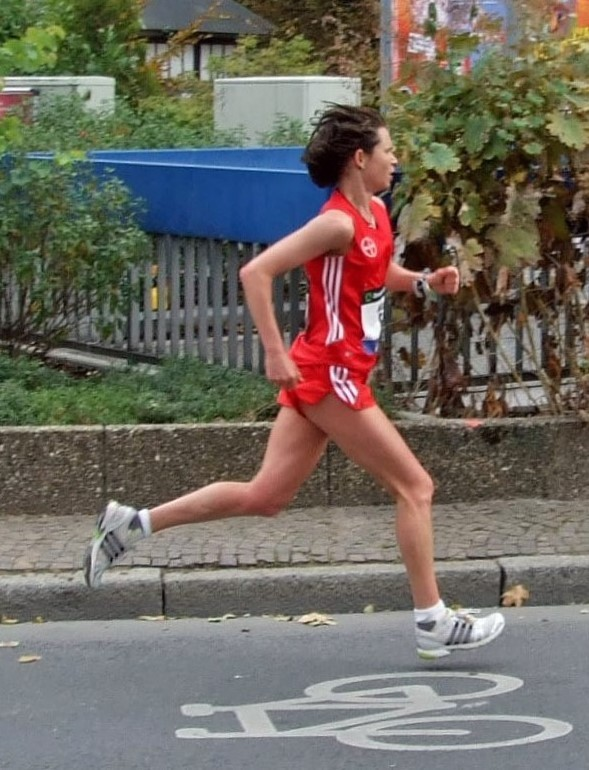
Melanie Kraus – Rang siebzehn
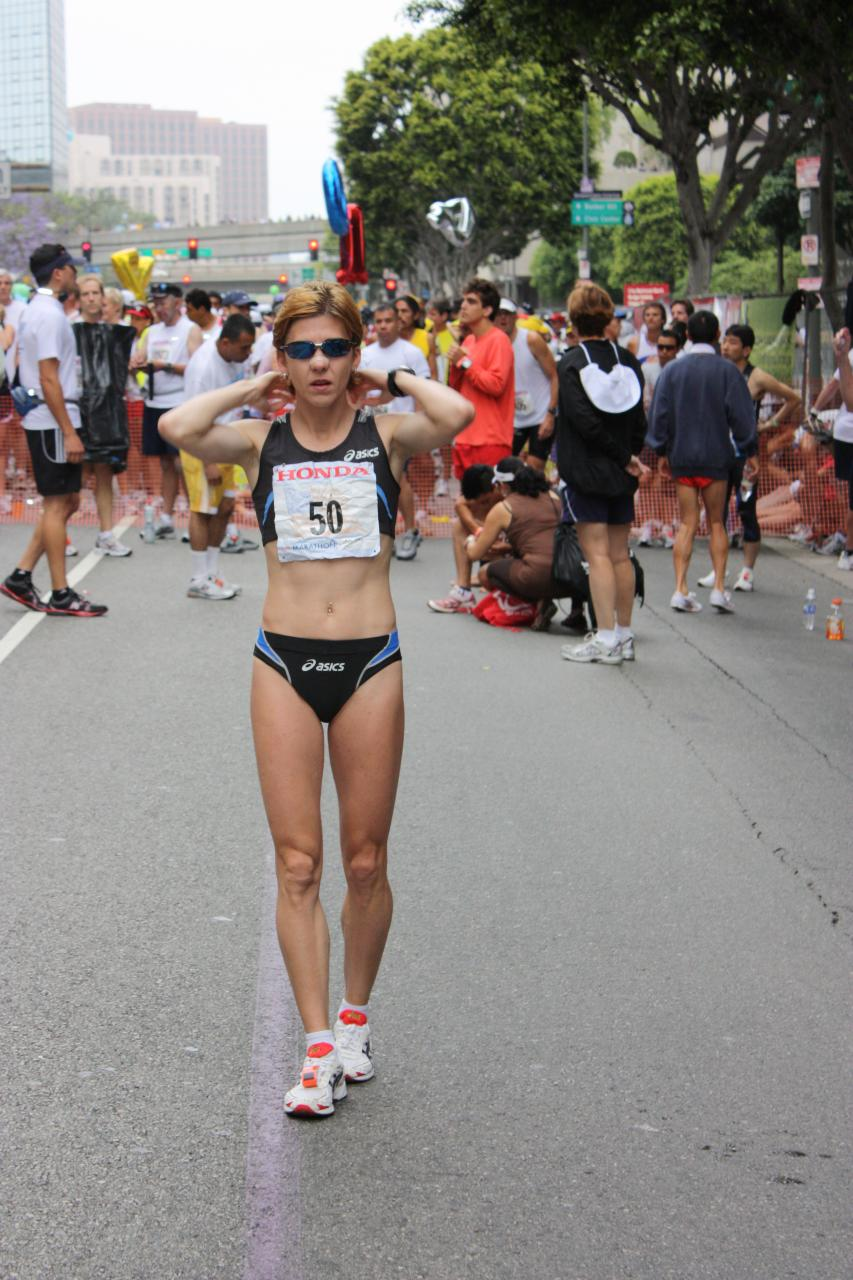
Nuța Olaru – Rennen nicht beendet

(nur vier Mannschaften in der Wertung)
| Platz | Land        | Athletinnen                                               | Zeit (h) |
| ----- | ----------- | --------------------------------------------------------- | -------- |
| 1     | Deutschland | Luminita Zaituc Sonja Oberem Ulrike Maisch                | 7:32:24  |
| 2     | Italien     | Maria Guida Rosaria Console Giovanna Volpato              | 7:39:43  |
| 3     | Russland    | Irina Timofejewa Tatjana Solotarjewa Lidija Wassilewskaja | 8:06:08  |
| 4     | Schweden    | Marie Söderström-Lundberg Susanne Johansson Karin Schön   | 8:13:21  |